# Borniochrysa squamosa
Borniochrysa squamosa är en insektsart som först beskrevs av Bo Tjeder 1966.  Borniochrysa squamosa ingår i släktet Borniochrysa och familjen guldögonsländor. Inga underarter finns listade i Catalogue of Life.